# Frans de Vreng
Franciscus "Frans" de Vreng (11 de abril de 1898 — 13 de março de 1974) foi um ciclista de pista holandês, que representou os Países Baixos nos Jogos Olímpicos de 1920 em Antuérpia, Bélgica. Lá, conquistou a medalha de bronze na prova tandem, fazendo par Piet Ikelaar.
Ainda nos Jogos de Antuérpia, também participou de mais duas provas. Na perseguição por equipes terminou em sexto, e na velocidade individual foi eliminado em séries.